# Marco Bébio Tânfilo
Marco Bébio Tanfilo (em latim: Marcus Baebius Tamphilus) foi um político da gente Bébia da República Romana eleito cônsul em 181 a.C. com Públio Cornélio Cetego. Era irmão do cônsul do ano anterior, Cneu Bébio Tânfilo.

## Primeiros anos
Bébio Tânfilo foi tribuno da plebe em 194 a.C.. No mesmo ano foi triúnviro coloniis deducendis com o objetivo de fundar uma colônia romana em Sipontum, no sul da Itála. Dois anos depois, foi pretor em Brúcio com duas legiões, 1 500 soldados de infantaria e 500 cavaleiros aliados.

### Guerra romano-síria (193–190 a.C.)

Mapa da região do Egeu, onde foi travada a Guerra romano-síria.

Em novembro de 193 a.C., Bébio foi eleito pretor para o ano seguinte. No sorteio para a escolha das províncias, Bébio recebeu a Hispânia Citerior e Atílio Serrano, a Hispânia Ulterior. Embora a sequência de eventos e, portanto, a reconstrução das relações de causa e efeito, divirjam entre os estudiosos, o Senado Romano decidiu desconsiderar o sorteio, uma determinação que, na época, exigia um senatus consultum e uma votação na assembleia popular. Acredita-se que o Senado tenha feito isso em reação às notícias de que Antíoco II, da Síria selêucida, teria invadido a Grécia ao cruzar para Demétrias, mas é duvidoso que a notícia possa ter chegado antes do meio do ano. Seja como for, o Senado entregou a Atílio o comando duplo da província da Macedônia e da marinha romana, com ordens de construir trinta quinquerremos e tripulá-los com marinheiros aliados para seguir com a frota na primavera de 192 a.C. até o Peloponeso. Bébio recebeu Brúcio, a moderna Calábria, com o comando de duas legiões, 15 000 sócios aliados e 500 cavaleiros aliados. Os brúcios havia se aliado a Aníbal e os cartagineses durante a Segunda Guerra Púnica e, no ano anterior, três colônias havia sido fundadas em território confiscado deles, que ainda não era considerado seguro. No final do ano, Bébio e suas tropas seguiram para Taranto e Brundísio, e se prepararam para cruzar para o Epiro. Brúcio passou para o pretor Aulo Cornélio Mamula em 191 a.C., que ficou no comando de uma força similar a de Bébio no tamanho. Neste mesmo período, o cônsul Lúcio Quíncio Flaminino alistou novas tropas como preparativo para a guerra no ano seguinte. Nos anos seguintes, a missão de Bébio foi "guardar toda a costa de Taranto e Brundísio".
Como propretor no ano seguinte, Bébio recebeu a Macedônia e a Grécia. Estes territórios ainda não haviam sido anexados pela República Romana na época e o posto era apenas militar. As províncias de Bébio e Atílio, no oriente, se sobrepunham, mas ambos tinham missões diferentes. Atílio estava encarregado da frota, lutando especialmente contra Nábis de Esparta, que morreu antes de sua chegada (vide Guerra contra Nábis). A força de Bébio, menor, zarpou em setembro ou outubro e tinha por objetivo defender a região à volta de Apolônia.
No inverno de 191 a.C., Bébio negociou em Dassaretas com Filipe V da Macedônia, que estava cada vez mais irritado com Antíoco. Apenas a cidade de Demétrias e a Liga Etólia estavam ainda do lado dele. Bébio concordou que Filipe deveria manter quaisquer territórios que capturasse dos etólios e seus aliados e o próprio Bébio se postou com suas forças na estrategicamente localizada cidade de Lárissa, na Tessália, bem a tempo de impedir que Antíoco a capturasse. Antes da chegada do novo cônsul, Mânio Acílio Glabrião em abril, Filipe e Bébio conduziram operações "devastadoramente rápidas" na Tessália, que conseguiu recuperar a maioria das cidades que os etólios haviam tomado no ano anterior, deixando pouco para Glabrião fazer. A chegada do novo cônsul precipitou a rendição da maior parte dos aliados de Antíoco e deixou as forças orientais em inferioridade numérica de dois para um. Tendo que enfrentar ou a retirada para a Ásia Menor ou uma batalha em seus próprios termos, Antíoco escolheu a batalha em Termópilas, na esperança de utilizar o terreno para compensar sua desvantagem. Depois de uma decisiva derrota, ele finalmente foi compelido a abandonar a Grécia e voltou para Éfeso. A campanha inteira durou apenas seis meses.
Embora a invasão de Antíoco tenha falhado, a necessidade de responder a ela mostrou ao Senado Romano a vulnerabilidade do acordo firmado na Grécia em 194 a.C. e novas missões diplomáticas foram montadas para resolver a questão. O resultado prático foi que Cipião Asiático, o cônsul em 190 a.C., recebeu a Grécia como província com ordens de cruzar para a Ásia se considerasse necessário.

## Missões diplomáticas

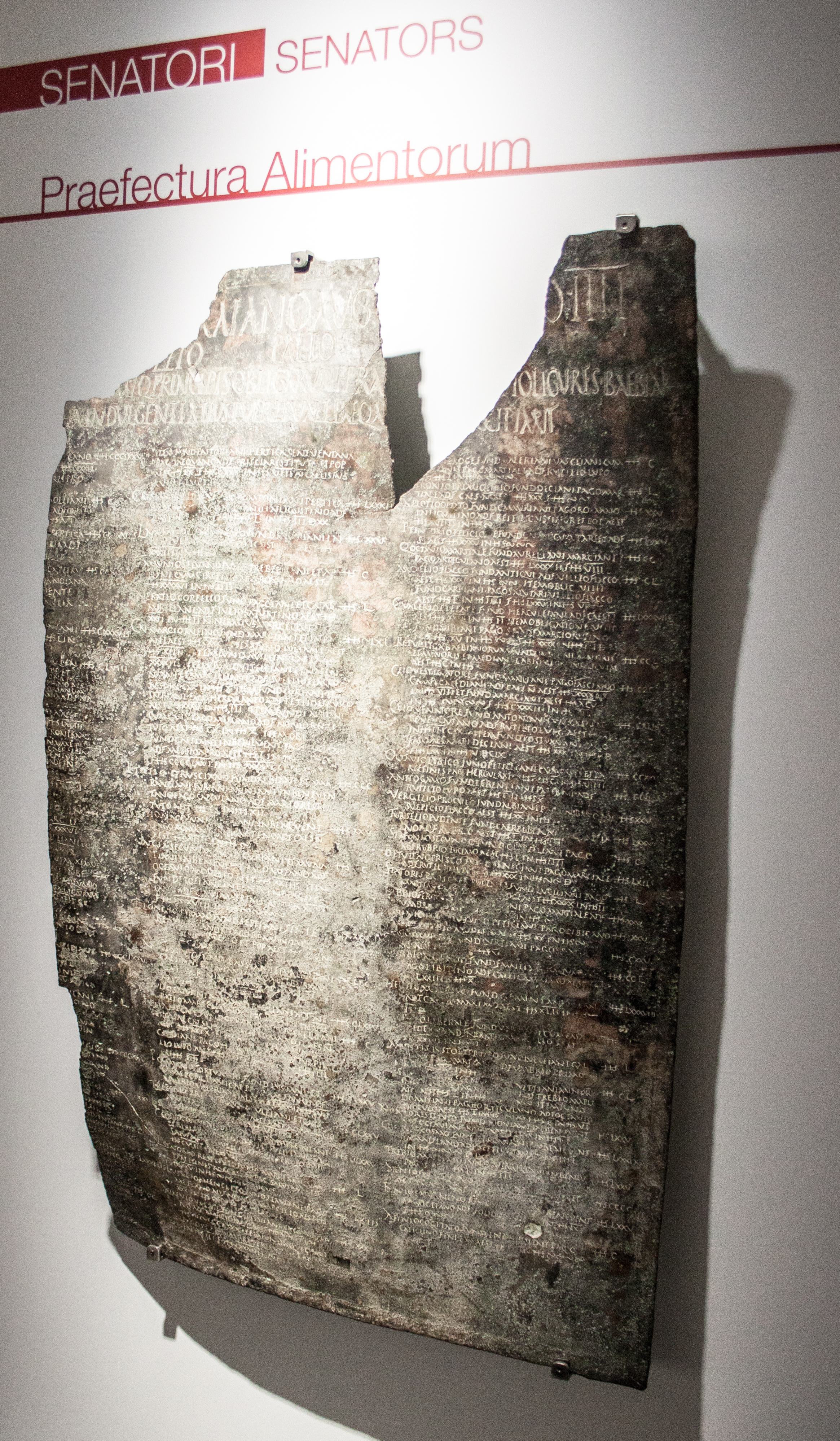
Tábula dos Lígures Bebianos (Ligures Baebiani), no Museo Nazionale Romano, em Roma.

Em 186 a.C., foi um dos três embaixadores, com Lúcio Cornélio Cipião Asiático e mais um, enviados para tratar das disputas entre Eumenes II, do Reino de Pérgamo, Filipe V da Macedônia e as cidades-estado da Tessália.

## Consulado (181 a.C.)
Em 181 a.C. foi cônsul com Públio Cornélio Cetego e ambos receberam a Ligúria como província consular, mas não fizeram nenhuma operação militar; o seu comando foi prorrogado vários meses em 180 a.C. à espera da chegada dos novos cônsules. Na primavera atacaram os lígures apuanos que, colhidos por surpresa, se renderam sem lutar; para prevenir uma nova guerra, os cônsules deportaram 40 000 apuanos ao Sâmnio (ligures baebiani); por estes fatos obtiveram o triunfo ao regresso a Roma, a primeira vez que era concedido a generais sem terem travado batalha.
Ainda durante o consulado, dois cidadãos encontraram no Janículo o túmulo de Numa Pompílio, o segundo rei de Roma.

### Reforma eleitoral
Coube ainda a Bébio a missão de realizar as eleições para o ano seguinte. As atividades expansionistas criaram uma cultura ambiciosa que ameaçava corromper o processo eleitoral. Uma quantidade de novas leis nas décadas de 190 e 180 a.C. tentaram endereçar este crescente problema. O avanço dos romanos pelo cursus honorum não havia sido regular antes da década de 190 a.C.; o consulado e o pretorado poderiam ser alcançados em qualquer ordem, se pré-requisitos (exceto a idade). No começo da República, o imperium era concedido apenas a dois cônsules e um pretor; em 197 a.C., havia seis pretores. A anexação de territórios levou a uma escassez de gente qualificada para deter o imperium e lidar com as necessidades militares e administrativas das novas províncias e os comandos eram frequentemente prorrogados (prorrogatio) para mais do que ano do mandato normal. Uma lei de cerca de 196 a.C. começou a exigir dos candidatos ao consulado que tivessem antes servido como pretores e esta competição mais feroz pelo pretorado estimulou campanhas corruptas e o suborno (ambitus).

#### Lex Baebia
Bébio liderou a campanha para criar leis contra o ambitus. Qualquer um que fosse condenado por suborno estaria desqualificado para concorrer a qualquer cargo público por dez anos. Esta lei foi acompanhada por uma tentativa de regular também o prorrogatio. A Lex Baebia et Cornelia de 181 a.C. criou um complicado sistema com o objetivo de limitar o número de ex-pretores se candidatando ao consulado. No sorteio para as províncias, as duas Hispânias deveriam ser deixadas de fora nos anos ímpares e apenas quatro pretorados estariam disponíveis nestes anos. O resultado prático era que uma nomeação na Hispânia significava uma prorrogação automática, um mandato de dois anos. A Lex Baebia marcou, assim, a aceitação constitucionalizada da rotina de prorrogar os comandos dos magistrados eleitos. Esta lei foi apoiada por Catão, o Velho, o famoso legislador e reformador moral. Mas como este limite apenas reduzia o número de administradores disponíveis para outras províncias ainda mais, resultando em mais prorrogações, seis pretores voltaram novamente a ser a prática em meados da década de 170 a.C., e os pruridos morais foram deixados de lado novamente.
Estas leis devem também ser vistas no contexto de outras leis durante o período intermediário da República Romana, que tinham por objetivo desmantelar o controle do poder político por facções e dinastias. As atividades extra-constitucionais de Cornélio e Bébio na Ligúria podem lançar dúvidas sobre até onde sua própria probidade pessoal estava por trás de seus esforços reformistas. Uma lei, proposta em 151 a.C. e também apoiada por Catão, proibia a reeleição ao consulado depois que Marco Cláudio Marcelo foi eleito pela terceira vez; o historiador do início do século XX, G.W. Botsford, observou que, enquanto Catão pode ter tido a intenção de ajudar no avanço de "homens novos", na prática "a medida contribuiu ainda mais para a subordinação do indivíduo à máquina plutocrática". Ele defendia que a lei anti-suborno de Bébio foi proposta "neste mesmo espírito partidário e não no interesse da moralidade política" e que ela fracassou em sua missão principal. Outra Lex de ambitu consular, em 159 a.C., é geralmente citada como prevendo a pena de morte, mas, na prática, a pena era o exílio, e "esta lei não teve mais sucesso do que a anterior".